# Perwy kanal
Perwy kanal (russisch Первый канал Pervyj kanal, offizielle englische Selbstbezeichnung Channel One Russia, deutsch Erster Kanal; bis 2002 ORT) ist ein halbstaatlicher Fernsehsender in Russland und der populärste des Landes. Er ist indirekter Nachfolger des ersten Programms des staatlichen sowjetischen Fernsehens. Der Hauptsitz des Senders befindet sich im Fernsehzentrum Ostankino unweit des Moskauer Fernsehturmes, daher war auch bis 2002 der Name Ostankino RT für den Sender gebräuchlich. Perwy Kanal sendet ein TV-Vollprogramm. Über das digitale Kabelfernsehen und den Fernsehsatelliten Hot Bird 6 ist eine internationale Programmschiene des Senders u. a. in Mitteleuropa zu empfangen. Die russische Regierung kontrolliert 51 % der Aktien des Senders, 49 % sind in privatem Besitz.
In der politischen Berichterstattung verfolgt der Kanal einen strikt kremltreuen Kurs und verbreitet die Propaganda der russischen Regierung. Zur Stützung des Regierungskurses werden auch gezielt Falschmeldungen verbreitet.

## Geschichte

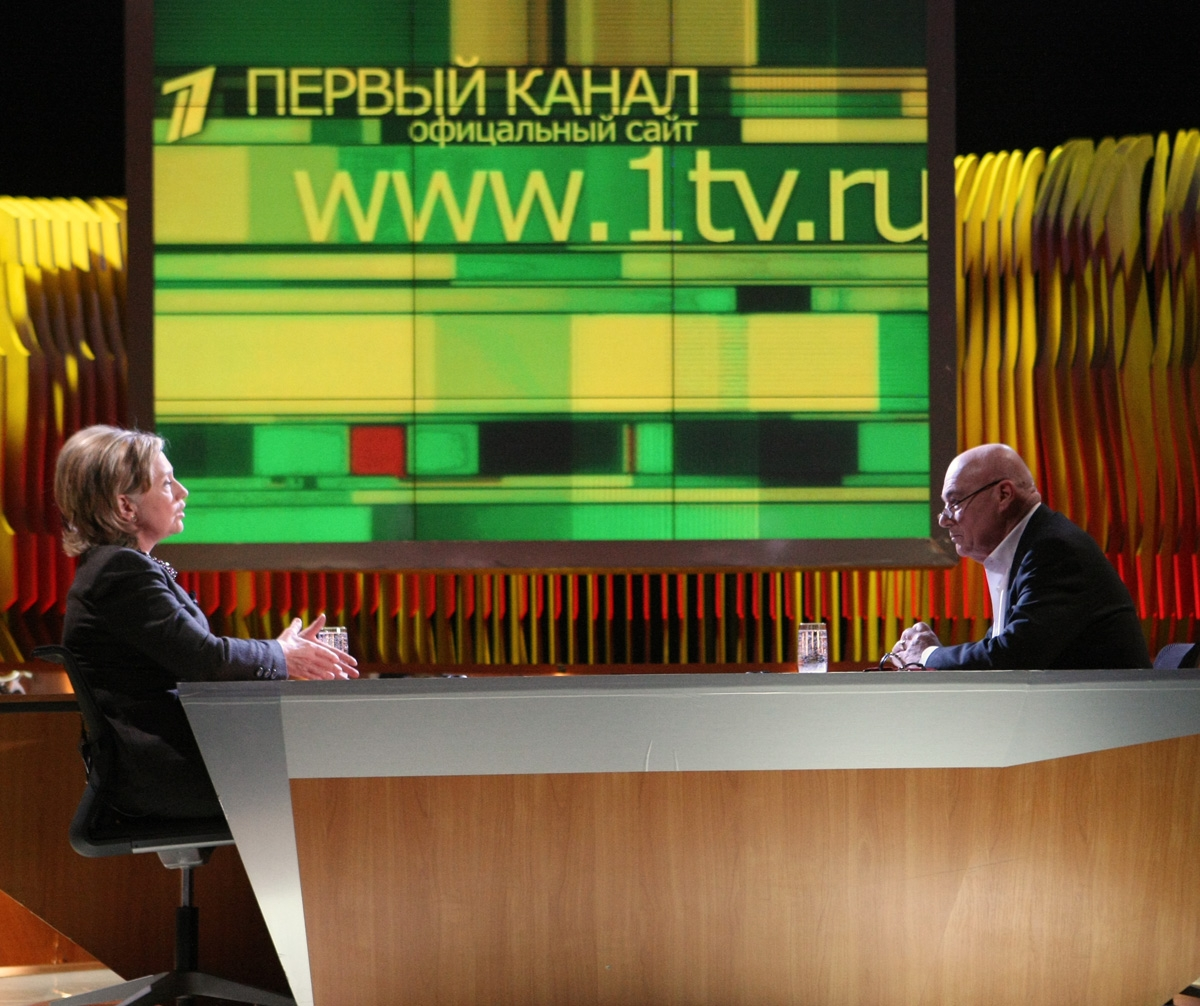
Der Journalist Wladimir Wladimirowitsch Posner im Interview mit US-Außenministerin Hillary Clinton im März 2010

Der Sender wurde 1994 als Nachfolger des Ersten Programms der sowjetischen Rundfunkanstalt, das in allen Sowjetrepubliken zu empfangen war, gegründet. Aufgrund dieser Situation war der Kanal von Anfang an in einer marktführenden Position, die er trotz einer wachsenden Zahl von TV-Stationen bis heute behielt. 1995 erhielt er den Namen Ostankino rossijskoje telewidenije (ORT, „Ostankino Russisches Fernsehen“).
Ab der Gründung bis Ende der 1990er Jahre gehörte der Sender zum Firmenimperium des Oligarchen Boris Abramowitsch Beresowski. Nach dem Machtantritt von Wladimir Putin und dessen Zerwürfnis mit Beresowski wurde der Sender in Eigentum des Staates bzw. einer regierungsnahen Holding überführt. 2002 wurde der Sender abermals umbenannt und erhielt seinen heutigen Namen Perwy kanal.
Seit dem 24. Dezember 2012 sendet Perwy kanal auch in HD.

## Bekannte Mitarbeiter und Sendungen
Generaldirektor von Perwy kanal ist seit 1999 Konstantin Ernst (seit 1988 bei dem Sender bzw. dessen Vorgängern).
Das „politische Gesicht“ des Senders ist Michail Wladimirowitsch Leontjew, der die tägliche Fernsehsendung Odnako („Allerdings“) moderiert. Zu den Mitarbeitern des Senders gehört auch der international bekannte Wladimir Posner.
Von 2005 bis 2011 wurde die Gerichtsshow Federalny sudja ausgestrahlt.

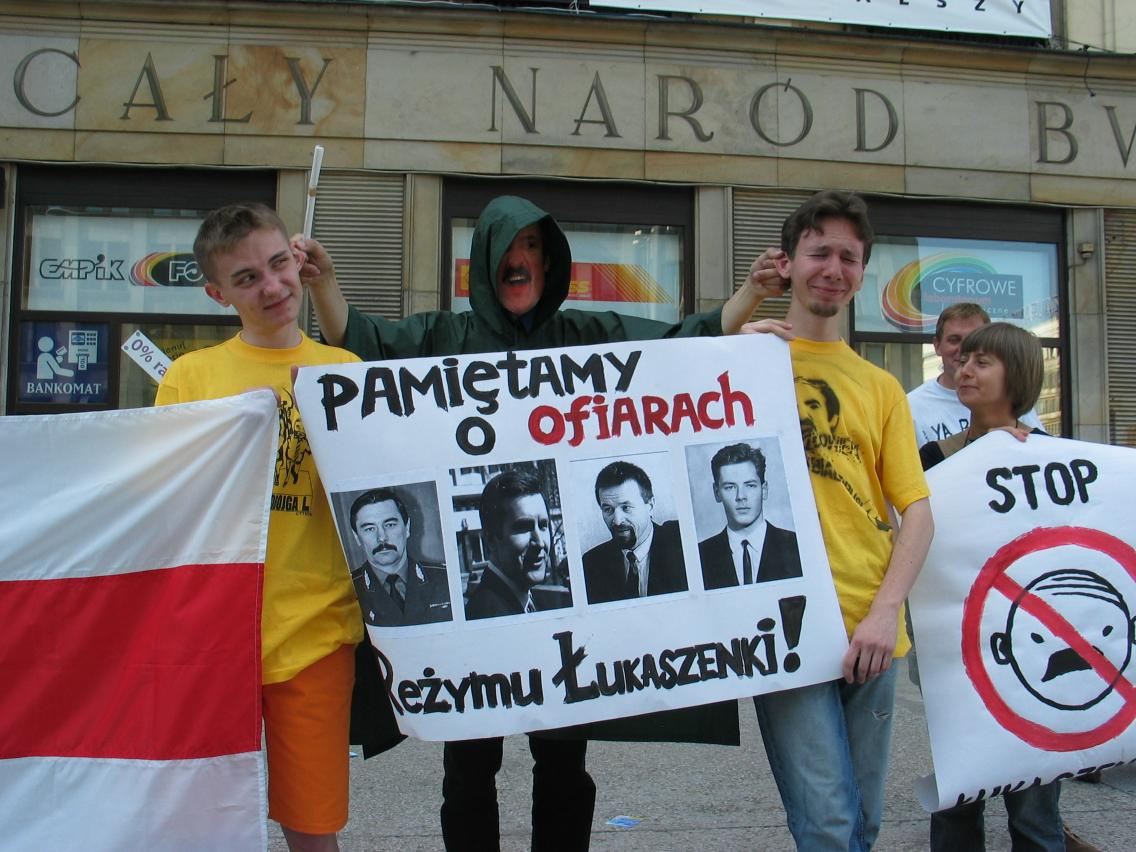
Demonstration in Warschau zur Erinnerung an die verschwundenen Regimegegner Juryj Sacharanka, Wiktar Hantschar, Anatol Krassouski und Dsmitryj Sawadski

Der Kameramann Dmitri Sawadski arbeitete bei dem Perwy-Vorgänger ORT, als er am 7. Juli 2000 am Minsker Flughafen seinen ORT-Kollegen Pawel Scheremet treffen wollte und spurlos verschwand. Er wurde später für tot erklärt. Amnesty International vermutete hochrangige Politiker aus Nachfolgestaaten der Sowjetunion als Urheber. Sein damaliger Kollege, der renommierte Journalist und Lukaschenka-Kritiker Pawel Scheremet, arbeitete ab 1995 für ORT in Minsk und ab 2000 in Russland. 2014 verließ er Russland aus Protest gegen die Krim-Annexion und wurde am 20. Juli 2016 mit einer Autobombe in Kiew ermordet.

## Staatspropaganda
Laut der ehemaligen Mitarbeiterin Marina Owsjannikowa gibt es bei Channel One Russia:
„Vorgaben aus dem Kreml, darüber was man sagen darf und was nicht.“ [...] „Die Weisungen werden von der Sendeleitung an die einfachen Mitarbeiter weitergegeben. Was wir wie beim Namen nennen konnten, mit welchen Formulierungen, welche Experten wir einladen durften, welche nicht. [...] Die meisten Menschen, die für das Staatsfernsehen arbeiten“, „wissen nur allzu gut, dass sie etwas Falsches machen. Sie sind keine überzeugten Propagandisten, oft alles andere als das! Sie ringen ständig innerlich zwischen der Arbeit und dem eigenen moralischem Kompass. Sie wissen, dass der Erste Kanal lügt, viele der Staatssender lügen. Es wird überwiegend einfach nicht objektiv berichtet. Die Kollegen müssen aber ihre Familien ernähren [...].“
Die Organisation Reporter ohne Grenzen forderte im September 2022 die Sperrung von Perwy kanal in Frankreich, außerdem die von Rossija 1 und NTW. Die von den drei Sendern ausgestrahlten Inhalte riefen zu Hass und Völkermord auf.

## Falschmeldungen
Im Zusammenhang mit dem Ukraine-Krieg strahlte der Sender am 12. und 13. Juli 2014 in den Abendnachrichten Behauptungen einer Frau aus, dass ukrainische Soldaten in Slowjansk Frauen, Kinder und Alte zusammengetrieben und einen dreijährigen Jungen gekreuzigt hätten. Die Angaben wurden in der Sendung als Tatsachen dargestellt. Eine Reihe von Politikern und Journalisten in Russland warfen dem Sender Propaganda und Verletzung der Berufsethik vor. In Slowjansk hat niemand von Kreuzigungen gehört, die vom Perwy kanal ausgestrahlte Geschichte enthielt zudem mehrere Fehler, so existiert z. B. der darin beschriebene Hauptplatz nicht. Einige kremltreue Medien kritisierten den Sender. Die Geschichte über den „gekreuzigten Jungen“ wurde später als Täuschung und die angebliche Augenzeugin als russische Schauspielerin entlarvt. Die erfundene Gräueltat wird häufig als Beispiel für den russischen Informationskrieg gegen die Ukraine genannt.
Der Perwy kanal fiel durch seine Falschmeldungen über den Fall Lisa im Januar 2016 auf. Der Sender behauptete, ein 13-jähriges Mädchen mit russischen Wurzeln sei in Berlin von Flüchtlingen vergewaltigt worden, und die Polizei und die deutsche Justiz hätten versucht, den Fall zu vertuschen. „Das ist die neue Ordnung in Deutschland“, sagte die Moderatorin. Die Falschmeldungen des Senders und anderer Staatsmedien aus Russland haben zu Protesten Russlanddeutscher geführt und politische Verstimmungen zwischen Deutschland und Russland verursacht.
Im Oktober 2016 berichtete der Sender darüber, dass der Oberste Gerichtshof in Österreich angeblich einen Flüchtling freigesprochen hatte, dem Vergewaltigung und schwerer sexueller Missbrauch eines Jungen vorgeworfen wurde. Im Beitrag hieß es ferner, dass die Richter ihre Entscheidung mit der „sexuellen Notlage“ des Angeklagten begründeten und eine „himmelschreiende Toleranz“ an den Tag legten. In dem Fall gab es allerdings keinen Freispruch. Der Täter wurde des sexuellen Missbrauchs schuldig gesprochen und befindet sich in Haft.
Am Tag des Verteidigers des Vaterlandes strahlte der Perwy kanal im Februar 2018 Szenen aus dem Computerspiel ArmA 3 aus und behauptete, es handele sich dabei um Kampfaufnahmen russischer Streitkräfte in Syrien.
In der Folge des Anschlags auf Sergei Skripal durch den russischen Militärgeheimdienst GRU mit dem Nervenkampfstoff Nowitschok verbreitete der Sender verschiedene sich gegenseitig widersprechende Versionen des Geschehens. Zunächst wurde behauptet, der Vorfall sei ein Vorwand, um Russophobie zu schüren, anschließend berichtete er, dass es sich um einen bei Überläufern häufiger vorkommenden Selbstmord gehandelt habe. Wenige Tage später folgte die Behauptung, die britische Regierung stecke hinter dem Vorfall, um möglicherweise einen Boykott der Fußball-Weltmeisterschaft in Russland zu provozieren. Derselbe Sender gab am 12. März den Amerikanern und am 13. März den Ukrainern die Schuld. Darüber hinaus wurde auf dem Sender behauptet, dass Bill Browder, ein bekannter Kritiker Putins, dafür verantwortlich sei und dass die britische Premierministerin Theresa May Nowitschok erfunden habe (möglicherweise verwechselte man sie mit einer anderen Premierministerin, die Chemikerin war).
Zum fünften Jahrestag der Euromaidan-Protestbewegung zeigte der Perwy Kanal im November 2018 eine Sendung über einen enttäuschten Ukrainer, der seine Teilnahme an den Protesten bereue. Russische Blogger entlarvten den Mann als einen belarussischen Schauspieler, der nie am Euromaidan teilgenommen hatte. Die Sendung wurde in Minsk und nicht wie behauptet in Krywyj Rih aufgenommen. Der Perwy Kanal erklärte, dass der Sender bei den Dreharbeiten getäuscht worden sei. Der Schauspieler sagte, dass er sich für die Mitarbeit an der Sendung schäme.

## Marktanteile
Perwy kanal ist landesweit der Sender mit der größten Reichweite und kann von 99,8 % der russischen Bevölkerung empfangen werden, die wöchentliche Zuschauerschaft beim Sender erreicht über 80 % der Bevölkerung. Bei einer Erhebung 2003 belegte er auch bei der Zahl der Zuschauer mit knapp 25 % landesweit den ersten Platz, was seine herausragende Stellung unter den russischen Medien verdeutlicht.